# Xã Todds Point, Quận Shelby, Illinois
Xã Todds Point (tiếng Anh: Todds Point Township) là một xã thuộc quận Shelby, tiểu bang Illinois, Hoa Kỳ. Năm 2010, dân số của xã này là 441 người.